# Les Collants noirs
Pour plus de détails, voir Fiche technique et Distribution.
Les Collants noirs  est un film français réalisé par Terence Young, sorti en 1961.

## Fiche technique
- Titre : Les Collants noirs
- Réalisation : Terence Young
- Scénario : Roland Petit
- Production : Joe Kaufmannl et Simon Schiffrin (producteur associé)
- Société de production : Doperfilme, Grandes Productions Cinématographiques et Talma Filmes
- Photographie : Henri Alekan
- Montage : Françoise Javet
- Musique : Marius Constant, Jean-Michel Damase, Maurice Thiriet
- Chorégraphe : Roland Petit
- Direction artistique : Bazarte, Antoni Clave et Georges Wakhévitch
- Costumes : Antoni Clave, Christian Dior, Yves Saint-Laurent et Georges Wakhévitch
- Pays de production :  France,  Portugal
- Format : Couleur (Technicolor) - 35 mm - 2,20:1 - Son : Mono
- Genre : Comédie musicale
- Durée : 140 minutes
- Dates de sortie :
  - Portugal : 9 mai 1961
  - États-Unis : 20 février 1962 (New York)
  - France : 13 juin 1962

## Distribution
- Cyd Charisse : La veuve
- Moira Shearer : Roxane
- Zizi Jeanmaire : The Gold Digger / Carmen
- Roland Petit : Cyrano de Bergerac / Le soupirant / Don José
- Maurice Chevalier : Narrateur (voix)
- George Reich : Christian
- Josette Clavier : La Femme Bandit
- Dirk Sanders : Pierrot
- Bertie Eckhrat : Le barman
- Hans van Manen : Le mari / Un mauvais garçon / Un bandit
- Henning Kronstam : Le torero